# KSI (Webvideoproduzent)
Olajide Olayinka Williams „JJ“ Olatunji (* 19. Juni 1993 in Watford, Hertfordshire), bekannt als KSI (Abkürzung von seinem YouTube-Kanal KSIOlajidebt), ist ein britischer Rapper, Boxer und Webvideoproduzent, der durch seine Videos auf der Videoplattform YouTube bekannt wurde. Er ist der CEO von Misfits Boxing und Miteigentümer von Prime Hydration, XIX Vodka, Sidemen Clothing und einer Restaurantkette namens Sides.
Er registrierte seinen Haupt-YouTube-Kanal im Jahr 2009 und hat sich seitdem eine Fangemeinde aufgebaut, indem er für lange Zeit Videos mit Spielkommentaren zur FIFA-Videospielserie veröffentlicht. Später änderte er seine Inhalte und begann, Vlogs und Videos im Comedy-Stil zu drehen. Im Oktober 2022 hatte er über 41 Millionen Abonnenten und über 10 Milliarden Videoaufrufe auf seinen drei YouTube-Kanälen.
KSI ist Mitgründer und Mitglied der britischen YouTuber-Gruppe Sidemen.
Er spielte 2016 in der britischen Komödie Laid in America mit und war Gegenstand von KSI: Can't Lose (2018), einem Dokumentarfilm über die Vorbereitung seines ersten Boxkampfes, sowie von KSI: In Real Life (2023), einem Dokumentarfilm auf Amazon Prime Video, der sein Leben von Juni 2021 bis Oktober 2022 verfolgt.
Sein Debütalbum Dissimulation wurde 2020 veröffentlicht und landete auf Platz 2 der britischen Albumcharts. Sein zweites Studioalbum, All Over the Place, erschien 2021 und landete auf Platz 1. Er hat vierzehn Top-40-Singles in den UK-Singles-Charts, von denen sieben in den Top 10 und fünf in den Top 5 landeten.

## YouTube-Karriere

### 2008–2013: Anfänge und FIFA-Videos
KSI registrierte sein erstes YouTube-Konto unter dem Benutzernamen „JideJunior“ im Jahr 2008, als er noch im Teenageralter war. Sein aktuelles YouTube-Konto registrierte er am 24. Juli 2009 unter dem Namen KSI Olajide BT, wo er Videos mit Gaming-Kommentaren zur FIFA-Videospielserie aus seinem Schlafzimmer im Haus seiner Eltern in Watford hochlud. „KSI“ steht für Knowledge Strength Integrity (Wissen, Stärke, Integrität).
Er brach das Gymnasium ab, um seine YouTube-Karriere fortzusetzen, nachdem er mit seinen Uploads ein regelmäßiges monatliches Einkommen erzielt hatte. In einem Interview im Jahr 2014 erzählte er, dass er seinen Lehrer fragte, ob er die Schule abbrechen solle. Sein Lehrer fragte, wie viel KSI mit YouTube verdiene, woraufhin KSI antwortete: „etwa 1.500 Pfund im Monat“, was mehr war, als sein Lehrer verdiente. Seine Eltern waren anfangs nicht einverstanden, unterstützten ihn aber später und wirkten in einigen seiner Videos mit.
Später lud KSI mehr Inhalte im Vlog-Stil hoch und spielte eine Vielzahl von Spielen. 2012 erreichte der Kanal eine Million Abonnenten.
KSIs Aufstieg zum Ruhm war nicht unumstritten, da er für sein selbst bezeichnetes "rape face", ein immer wiederkehrender Witz auf seinem Kanal in den Jahren 2012 und 2013, stark kritisiert wurde. Er stand im Mittelpunkt einer Kontroverse, nachdem Dritte ihn der sexuellen Belästigung von weiblichem Personal bei einer Eurogamer-Veranstaltung im Jahr 2012 beschuldigt hatten. Dies ging so weit, dass er beschuldigt wurde, ein Brandy Brewer sexuell belästigt zu haben, obwohl sie getwittert hatte, dass sie dem „Motorbooting“ zugestimmt hatte, und schrieb: "it's called comedy......relax". Daraufhin beendete Microsoft die Zusammenarbeit mit KSI und er wurde von Eurogamer-Veranstaltungen ausgeschlossen. KSI entschuldigte sich anschließend "für jegliche Beleidigung, die das Video vor 15 Monaten in der kurzen Zeit, in der es auf seinem YouTube-Kanal zu sehen war, verursacht haben könnte, sowie für die Verweise darauf und die anschließende Verwendung durch andere Personen" und erklärte, er wolle den Vorfall hinter sich lassen und „nach den großartigen Inhalten und dem Wert, den er Marken und Partnern bietet, beurteilt werden, ohne Kontroversen“.

### 2013–heute: Sidemen und neue Inhalte
Im Oktober 2013 unterzeichnete KSI einen Vertrag mit dem Subnetzwerk von Maker Studios, Polaris. Seit dem 19. Oktober 2013 ist KSI Teil der britischen YouTube-Gruppe, die als Sidemen bekannt ist. Die Gruppe produziert Online-Videos, die meist aus Challenges, Sketchen und Videospielkommentaren bestehen, und verkauft exklusive Sidemen-Artikel.
Im Jahr 2015 veröffentlichte KSI eine Biografie mit dem Titel KSI: I Am a Bellend. Das Buch wurde am 24. September 2015 im Vereinigten Königreich und fünf Tage später in den Vereinigten Staaten veröffentlicht, und KSI tourte zur Unterstützung des Buches von der Veröffentlichung bis zum 4. Oktober 2015.
Am 4. August 2017 twitterte KSI, dass er die Sidemen aufgrund von Konflikten mit Ethan Payne, einem anderen Mitglied, verlassen würde. Kurz darauf veröffentlichte er eine Reihe von Diss-Track-Videos, in denen er Mitglieder seiner damaligen Gruppe kritisierte, worauf die meisten Mitglieder mit eigenen Videos antworteten. Später im selben Monat veröffentlichte KSI ein Video, in dem er behauptete, er werde aus den Vereinigten Staaten abgeschoben, weil er ein falsches Visum erhalten habe. Im November 2017 veröffentlichte KSI ein Video, in dem er darüber diskutierte, ob sein angeblicher Streit mit den Sidemen echt oder vorgetäuscht war, und sagte: „[das Drama] war nicht ganz echt, aber auch nicht ganz vorgetäuscht.“
2019 wurde er von der Sunday Times in ihrer Liste der 100 wichtigsten britischen Influencer auf den zweiten Platz gesetzt. Im Jahr 2020 wurde KSI von der Times zum größten Influencer Großbritanniens ernannt.
Im März 2021 wurde KSI kritisiert, weil er in einem Sidemen-Video eine transsexuelle Person falsch bezeichnete und eine transphobe Beleidigung verwendete. Er entschuldigte sich später und behauptete, nicht gewusst zu haben, dass das Wort beleidigend war. Im April 2023 verwendete KSI in einem Sidemen-Video, das die britische Spielshow Countdown parodierte, die rassistische Bezeichnung „Paki“. Später entschuldigte er sich auf Twitter und kündigte an, dass er eine Pause von den sozialen Medien einlegen würde. Das Video wurde inzwischen entfernt. Anschließend besuchte er das Al-Hikam-Institut, eine Moschee in Bradford, um sich „weiterzubilden“ und entschuldigte sich dort erneut für die Verletzungen und Enttäuschungen, die er verursacht hatte.
Im September 2023 stufte Forbes KSI als den zweitbesten Creator des Jahres 2023 ein, der schätzungsweise 24 Millionen Dollar verdienen wird.

## Boxing-Karriere
KSI gegen Weller
Am 3. Februar 2018 fand ein Amateurkampf zwischen Joe Weller und KSI in der Copper Box Arena in London statt, nachdem zwischen beiden Kämpfern ein Twitter-Beef entfachte. KSI hat den Kampf nach 3 Runden per TKO gewonnen und sagte im Anschluss, noch im Ring, dass er gegen Logan Paul oder Jake Paul kämpfen wolle.
KSI gegen Paul
Die Paul-Brüder lehnten erst ab, jedoch gaben sie nach ein paar Wochen nach und entschieden, dass Logan gegen KSI kämpfen würde und Jake gegen KSI's Bruder Deji. Am 25. August 2018 kam es dann in der Manchester Arena zu dem Event, in dem zuerst Jake Deji besiegen konnte und der Kampf zwischen Logan und KSI in einem Unentschieden endete.
KSI gegen Paul II
Daraufhin entschieden sie sich zu einem Rematch, welches am 9. November 2019 stattfand, jedoch dieses Mal im Staples Center in Los Angeles. KSI gewann dies nach Entscheidung der Jury. Promis wie Justin Bieber oder Rick Ross waren bei dem Event als Zuschauer bzw. Performer anwesend. Beide Kämpfer hatten eine Profilizenz beantragt und somit an diesem Abend ihr Profidebüt gegeben. Es ist das bis jetzt größte YouTube-Event im Boxen gewesen. DAZN und SkySport sicherten sich die Rechte für die meisten Länder der Welt.
KSI gegen Swarmz & Alcaraz Pineda
Am 1. Juli 2022 gab KSI bekannt, dass er gegen Alex Wassabi als Headliner für MF & DAZN: X Series 001 am 27. August 2022 kämpfen wird. Aufgrund einer schweren Gehirnerschütterung Wassabis wurde am 6. August der Rapper Swarmz, der mit KSI den Song „Houdini“ produziert hatte, als Ersatzkämpfer verkündet. Es war die erste Veranstaltung von KSIs Promotionfirma „Misfits Boxing“.
Am 16. August gab KSI bekannt, dass er gegen einen zweiten Gegner antreten würde, und die Veranstaltung nun unter „2 Fights in 1 Night“ vermarktet wurde. Ursprünglich sollte sein zweiter Kampf gegen den bulgarischen Boxer Ivan Nikolov stattfinden, der jedoch gestrichen wurde, da Nikolov mehrere rassistische und rechtsextreme Tattoos auf seinem Körper hat. Am 20. August wurde der mexikanische Profiboxer Luis Alcaraz Pineda als KSIs zweiter Gegner für den 27. August angekündigt. KSI besiegte Swarmz durch KO in der zweiten Runde und gewann den vakanten Misfits-Titel im Cruisergewicht. KSI besiegte Alcaraz Pineda durch KO in der dritten Runde und behielt seinen MF-Titel im Cruisergewicht.
KSI gegen FaZe Temperrr
Am 19. November wurde KSIs zweiter Kampf unter Misfits Boxing gegen Dillon Danis als Headliner von MF & DAZN: X Series 004 am 14. Januar 2023 in der Wembley Arena in London, England angekündigt. Am 4. Januar zog sich Danis jedoch aufgrund mangelnder Vorbereitung, eines fehlenden Trainers und Problemen mit dem vertraglich vereinbarten Gewicht zurück. Daraufhin wurde der brasilianische YouTuber und FaZe-Clan-Gründer FaZe Temperrr als neuer Gegner vorgestellt. KSI besiegte Temper durch KO in der ersten Runde und behielt seinen MF-Cruisergewichtstitel.
KSI gegen Fournier
Am 22. März wurde KSIs nächster Gegner, der Geschäftsmann und Profiboxer Joe Fournier als Headliner von MF & DAZN: X Series 007 am 13. Mai in der Wembley Arena in London, England, präsentiert. Zunächst sah es nach einem KO von KSI gegen Fournier in der zweiten Runde aus. Jedoch zeigten die Wiederholungen, dass KSI beim KO einen illegalen Ellbogenschlag landete. Am 15. Mai legte Fournier Berufung gegen die Entscheidung ein. Am 19. Mai erklärte die Professional Boxing Association den Kampf offiziell für ungültig.
KSI gegen Fury
Am 28. Juli wurden KSI und Logan Paul als Headliner bei MF & DAZN: X Series – The Prime Card am 14. Oktober in der Manchester Arena in Manchester, England, angekündigt. Am 30. Juli wurde bekannt, dass KSI gegen den Profiboxer und Bruder von Tyson Fury, Tommy Fury antritt. In einem hart umkämpften Kampf, bei dem beide Boxer übermäßig im Clinch lagen, verlor KSI den Kampf und den Titel durch einstimmige Entscheidung. Das Ergebnis wurde ursprünglich als Mehrheitsentscheidung verkündet, wobei die Wertungsliste von Kampfrichter Rafael Ramos fälschlicherweise mit 57-57 angegeben wurde. Nach Furys Sieg unterbrach ein wütender KSI Furys Interview nach dem Kampf im Ring und nannte seine Niederlage „empörend“. Er erklärte außerdem, dass er gegen seine Niederlage Berufung einlegen wolle.

## Box-Rekord

### Professionell
| Nummer | Ergebnis      | Profi-Rekord | Gegner              | Methode                   | Runde, Zeit | Tag        | Ort                                           |
| ------ | ------------- | ------------ | ------------------- | ------------------------- | ----------- | ---------- | --------------------------------------------- |
| 6      | Niederlage    | 4-1 (1)      | Tommy Fury          | einheitliche Entscheidung | 6           | 14.10.2023 | Manchester Arena, Manchester, England         |
| 5      | Keine Wertung | 4–0 (1)      | Joe Fournier        | Keine Wertung             | 2 (6), 1:26 | 13.05.2023 | Wembley Arena, London, England                |
| 4      | Sieg          | 4-0          | FaZe Temperrr       | KO                        | 1 (6), 2:19 | 14.01.2023 | Wembley Arena, London, England                |
| 3      | Sieg          | 3-0          | Luis Alcaraz Pineda | KO                        | 3 (3), 0:50 | 27.08.2022 | The O2 Arena, London, England                 |
| 2      | Sieg          | 2-0          | Swarmz              | KO                        | 2 (3), 0:28 | 27.08.2022 | The O2 Arena, London, England                 |
| 1      | Sieg          | 1-0          | Logan Paul          | geteilte Entscheidung     | 6           | 09.11.2019 | Staples Center, Los Angeles, Kalifornien, USA |

### Amateur
| Nummer | Ergebnis      | Amateur-Rekord | Gegner     | Methode                    | Runde, Zeit | Tag        | Ort                                   |
| ------ | ------------- | -------------- | ---------- | -------------------------- | ----------- | ---------- | ------------------------------------- |
| 2      | Unentschieden | 1-0-1          | Logan Paul | mehrheitlich Unentschieden | 6           | 25.08.2019 | Manchester Arena, Manchester, England |
| 1      | Sieg          | 1-0            | Joe Weller | TKO                        | 3 (6), 1:30 | 03.02.2018 | Copper Box Arena, London, England     |

## Musik-Karriere
2015–2016: Erste Veröffentlichungen
Nachdem KSI 2011 Comedy-Rap-Songs für seinen YouTube-Kanal geschrieben und produziert hatte, veröffentlichte er am 23. März 2015 seine Debütsingle „Lamborghini“ mit dem britischen Grime-MC P Money bei Dcypha Productions. Der Song landete auf Platz 30 der UK-Singles-Charts.
„Keep Up“, der Titelsong von KSIs gleichnamigem Debütalbum mit Jme, wurde am 13. November 2015 veröffentlicht und erreichte Platz 45 der UK-Singles-Charts. Die komplette EP wurde am 8. Januar 2016 über Island Records veröffentlicht und erreichte Platz 13 der UK-Album-Charts und Platz 1 der UK R&B-Album-Charts.
Am 29. April 2016 veröffentlichte KSI „Goes Off“ mit Mista Silva als erste Single aus seiner zweiten EP mit dem Titel Jump Around. Die zweite Single der EP, „Friends with Benefits“ mit MNDM, wurde am 29. Juli 2016 veröffentlicht und erreichte Platz 69 der UK Singles Chart. Die komplette EP wurde am 28. Oktober 2016 über Island Records veröffentlicht. Einer der Songs der EP, „Touch Down“, mit dem Rapper und Sänger Stefflon Don, erschien auf dem Soundtrack des Films Baywatch 2017.
2017–2019: Unabhängige Veröffentlichungen
Am 23. Juni 2017 veröffentlichte KSI unabhängig den Song „Creature“, der Platz 100 der UK Singles Chart erreichte. „Creature“ war die erste Single aus KSIs dritter EP, Space, die am 30. Juni 2017 ohne Label veröffentlicht wurde. Am 6. Oktober desselben Jahres veröffentlichte KSI seine vierte EP, Disstracktions, die Diss-Tracks gegen die Sidemen-Mitglieder W2S und Behzinga enthält. Die EP erreichte Platz 31 der UK-Album-Charts und Platz eins der UK R&B-Album-Charts. Eine Woche vor der Veröffentlichung kündigte KSI an, dass die EP seine „letzte Veröffentlichung“ bei Island Records sein würde und dass er ab dann unabhängig Musik veröffentlichen würde.
Am 2. Februar 2018 veröffentlichte KSI „Uncontrollable“ mit Big Zuu. Der Song wurde während KSIs Ringwalk für seinen Boxkampf gegen Joe Weller gespielt und landete auf Platz 89 der UK Singles Chart. Am 17. August 2018 veröffentlichte KSI „On Point“, das während seines Ringwalks für seinen zweiten Boxkampf gegen Logan Paul gespielt wurde.
Am 12. April 2019 veröffentlichte KSI ein gemeinsames Album mit Randolph mit dem Titel New Age. Es debütierte auf Platz 17 der UK-Album-Charts und auf Platz eins der UK R&B-Album-Charts.
2019–2020: Neues Plattenlabel und Dissimulation
Am 4. November 2019 wurde bekannt gegeben, dass KSI bei RBC Records und BMG unterschrieben hat, um „seine Musik auf das nächste Level zu bringen“ und „seine Musikkarriere in den USA und international weiterzuentwickeln“. Neben der Verwaltung von KSIs zukünftigen Veröffentlichungen wurde bestätigt, dass das Label auch KSIs unabhängige Songs verwalten und neu herausgeben würde. An diesem Tag wurde auch bestätigt, dass KSI bereits mit den Aufnahmen zu seinem Debüt-Studioalbum begonnen hat. Am 8. November 2019 wurde „Down Like That“ mit Rick Ross, Lil Baby und S-X als Leadsingle des Albums veröffentlicht. Der Song wurde von den drei Künstlern live als KSIs Ringwalk für seinen dritten Boxkampf, erneut gegen Logan Paul gespielt.
Der Song erreichte Platz 10 der britischen Singles-Charts und wurde von der British Phonographic Industry (BPI) für 200.000 verkaufte Einheiten in Großbritannien mit Silber ausgezeichnet. Am 15. Dezember veröffentlichten KSI, Miniminter, TBJZL und Zerkaa unter dem Banner „Sidemen“ mit S-X eine Weihnachtssingle mit dem Titel „The Gift“, die im Vereinigten Königreich auf Platz 77 der Charts landete. Dem Album gingen drei weitere Singles voraus: „Wake Up Call“ mit Trippie Redd, das auf Platz 11 der UK-Single-Charts einstieg; „Poppin“ mit Lil Pump und Smokepurpp, das auf Platz 43 der UK-Charts einstieg und „Houdini“ mit Swarmz und Tion Wayne, das auf Platz 6 der UK-Single-Charts einstieg und vom BPI mit Silber zertifiziert wurde.
KSIs erstes Studioalbum mit dem Titel Dissimulation wurde am 22. Mai 2020 veröffentlicht. Das Album debütierte auf Platz zwei der britischen Albumcharts und erreichte in 15 weiteren Ländern die Charts. Es war das meistverkaufte Debütalbum eines britischen Künstlers im Jahr 2020 und wurde vom BPI für 100.000 verkaufte Einheiten in Großbritannien mit Gold ausgezeichnet. Das Album brachte zwei weitere UK-Top-40-Singles hervor, „Cap“ mit Offset und „Killa Killa“ mit Aiyana-Lee. KSI sollte 2020 auf den Musikfestivals Parklife, Longitude und Reading and Leeds auftreten, um Dissimulation zu promoten, aber diese Auftritte wurden später aufgrund der COVID-19-Pandemie abgesagt.
KSI war auf dem Song „Lighter“ des britischen DJs und Plattenproduzenten Nathan Dawe zu hören. Der Song erreichte Platz drei der britischen Singles-Charts und wurde zu einem der meistverkauften Songs des Jahres 2020 in Großbritannien. Er wurde vom BPI für 600.000 verkaufte Einheiten in Großbritannien mit Platin ausgezeichnet und war bei den BRIT Awards 2021 als beste britische Single nominiert. KSI war auch auf dem Song „Loose“ des simbabwisch-britischen Künstlers S1mba zu hören, der auf Platz 14 der britischen Singles-Charts landete.
2020–2021: All Over the Place und The Online Takeover
Am 23. Oktober 2020 veröffentlichte KSI die erste Single aus seinem zweiten Album, „Really Love“ mit Craig David und Digital Farm Animals, die auf Platz 3 der UK Singles Chart landete und vom BPI mit Gold ausgezeichnet wurde. Am 15. Januar 2021 veröffentlichte KSI die zweite Single des Albums, „Don't Play“ mit Anne-Marie und Digital Farm Animals. Der Song debütierte auf Platz zwei der UK-Single-Charts und wurde KSIs bisher höchstplatzierte Single in Großbritannien, die vom BPI mit Platin ausgezeichnet wurde. Am 12. März 2021 veröffentlichte KSI die dritte Single des Albums, „Patience“ mit Yungblud und Polo G, die auf Platz 3 der UK-Single-Charts einstieg und vom BPI mit Silber ausgezeichnet wurde.
Am 16. Februar 2021 kündigte KSI auf Twitter (jetzt X) die Gründung seines eigenen Plattenlabels namens „The Online Takeover“ in Zusammenarbeit mit seinem Musikmanager Mams Taylor an. Kurz darauf verkündete er den ersten Neuzugang seines Labels, die amerikanisch-britische Sängerin Aiyana-Lee, die auf seinem Track „Killa Killa“ zu hören ist.
Am 26. April 2021 kündigte KSI über seine sozialen Medien die Veröffentlichung seines zweiten Albums „All Over the Place“ an, das am 16. Juli desselben Jahres erschien. Es debütierte auf Platz 1 der UK Album-Charts, was KSI seinen ersten Chart-Topper überhaupt bescherte, und wurde vom BPI für das Überschreiten von 100.000 Verkäufen in dem Land mit Gold zertifiziert.
Am 18. Juni 2021 veröffentlichte KSI die vierte Single des Albums, „Holiday“, die nur auf der Platin-Edition des Albums enthalten war. Der Song debütierte auf Platz 2 der UK-Single-Charts und war damit KSIs bis dato höchstplatzierte Solo-Single.
Am 6. August 2021 veröffentlichte KSI die fünfte Single des Albums, „Lose“ mit dem amerikanischen Rapper Lil Wayne, und war die Leadsingle für die Deluxe-Edition des Albums, die am 27. August veröffentlicht wurde. Die Single erreichte Platz 18 in den UK Singles Charts und debütierte auf Platz 86 der Billboard Hot 100 und war damit KSIs erste Single, die in diese Charts einstieg.
2022 bis heute: Neue Veröffentlichungen und kommendes Album
Am 6. Mai 2022 war KSI auf dem Song „Locked Out“ von S-X zu hören. Die Single ist die dritte Single von S-X für sein Debütalbum. „Locked Out“ wurde die erste Single von S-X, die in den UK Official Charts auf Platz 53 landete.
Am 13. Mai gab KSI bekannt, dass Yxng Dave bei The Online Takeover unter Vertrag genommen wurde, womit er der zweite Künstler ist, der bei dem Label unter Vertrag genommen wurde.
Am 30. Mai wurde bekannt gegeben, dass KSI bei Atlantic Records und Warner Music UK unterschrieben hat, „nach seiner großartigen Zusammenarbeit mit Anne-Marie auf Don't Play“. Am 5. August veröffentlichte KSI „Not Over Yet“ mit Tom Grennan. „Not Over Yet“ stieg auf Platz vier der UK Single-Charts ein und debütierte auf Platz eins der Official Big Top 40. Die Single war das erste Album unter Atlantic Records. Ein Remix mit Headie One und Nines wurde am 28. August veröffentlicht und diente als KSIs Ringwalk-Musik für seinen Kampf gegen Luis Alcaraz Pineda am 27. August.
Am 30. September veröffentlichte KSI „Summer Is Over“. Am 27. Januar 2023 veröffentlichte KSI „Voices“ mit Oliver Tree. Am 13. Mai veröffentlichte KSI „Easy“ mit Bugzy Malone und R3HAB, das als KSIs Ringwalk-Lied in seinem Kampf gegen Joe Fournier am selben Abend diente.

## Diskografie

### Studioalben
| Jahr | Titel              | Höchstplatzierung, Gesamtwochen, AuszeichnungChartplatzierungen (Jahr, Titel, Platzierungen, Wochen, Auszeichnungen, Anmerkungen) | Höchstplatzierung, Gesamtwochen, AuszeichnungChartplatzierungen (Jahr, Titel, Platzierungen, Wochen, Auszeichnungen, Anmerkungen) | Höchstplatzierung, Gesamtwochen, AuszeichnungChartplatzierungen (Jahr, Titel, Platzierungen, Wochen, Auszeichnungen, Anmerkungen) | Höchstplatzierung, Gesamtwochen, AuszeichnungChartplatzierungen (Jahr, Titel, Platzierungen, Wochen, Auszeichnungen, Anmerkungen) | Anmerkungen                                             |
| Jahr | Titel              | AT | CH | UK | US | Anmerkungen                                             |
| ---- | ------------------ | --- | --- | --- | --- | ------------------------------------------------------- |
| 2019 | New Age            | — | — | — | — | Erstveröffentlichung: 12. April 2019 mit Randolph       |
| 2020 | Dissimulation      | AT47 (1 Wo.)AT | CH38 (1 Wo.)CH | UK2 Gold · (17 Wo.)UK | US149 (1 Wo.)US | Erstveröffentlichung: 22. Mai 2020 Verkäufe: + 100.000  |
| 2021 | All Over the Place | AT39 (1 Wo.)AT | CH57 (1 Wo.)CH | UK1 Gold · (26 Wo.)UK | US94 (1 Wo.)US | Erstveröffentlichung: 16. Juli 2021 Verkäufe: + 107.500 |

### EPs
| Jahr | Titel          | Höchstplatzierung, Gesamtwochen, AuszeichnungChartsChartplatzierungen (Jahr, Titel, Platzierungen, Wochen, Auszeichnungen, Anmerkungen) | Anmerkungen                              |
| Jahr | Titel          | UK | Anmerkungen                              |
| ---- | -------------- | --- | ---------------------------------------- |
| 2016 | Keep Up        | UK13 (1 Wo.)UK | Erstveröffentlichung: 8. Januar 2016     |
| 2017 | Disstracktions | UK31 (2 Wo.)UK | Erstveröffentlichung: 29. September 2017 |

Weitere EPs
- 2016: Jump Around[3]
- 2017: Space[4]
- 2021: Don’t Play

### Singles
| Jahr | Titel Album                              | Höchstplatzierung, Gesamtwochen, AuszeichnungChartplatzierungen (Jahr, Titel, Album, Platzierungen, Wochen, Auszeichnungen, Anmerkungen) | Höchstplatzierung, Gesamtwochen, AuszeichnungChartplatzierungen (Jahr, Titel, Album, Platzierungen, Wochen, Auszeichnungen, Anmerkungen) | Anmerkungen                                                                     |
| Jahr | Titel Album                              | UK | US | Anmerkungen                                                                     |
| --- | ---------------------------------------- | --- | --- | ------------------------------------------------------------------------------- |
| 2012 | Sweaty Goals –                           | UK68 (1 Wo.)UK | — | mit Randolph als Blacknwhite                                                    |
| 2015 | Lamborghini –                            | UK30 (3 Wo.)UK | — | Erstveröffentlichung: 23. März 2015 feat. P Money                               |
| 2015 | Keep Up                                  | UK45 (4 Wo.)UK | — | Erstveröffentlichung: 1. November 2015 feat. Jme                                |
| 2016 | Friends With Benefits Jump Around        | UK69 (2 Wo.)UK | — | Erstveröffentlichung: 29. Juli 2016 vs. MNDM                                    |
| 2017 | Creature Space                           | UK100 (1 Wo.)UK | — | Erstveröffentlichung: 23. Juni 2017                                             |
| 2018 | Uncontrollable –                         | UK89 (1 Wo.)UK | — | Erstveröffentlichung: 2. Februar 2018 feat. Big Zuu                             |
| 2019 | Down Like That Dissimulation             | UK10 Gold · (11 Wo.)UK | — | Erstveröffentlichung: 8. November 2019 mit Rick Ross, Lil Baby & S-X            |
| 2019 | The Gift –                               | UK77 (1 Wo.)UK | — | Erstveröffentlichung: 15. Dezember 2019 mit Sidemen                             |
| 2020 | Wake Up Call Dissimulation               | UK11 Silber · (9 Wo.)UK | — | Erstveröffentlichung: 27. Januar 2020 feat. Trippie Redd                        |
| 2020 | Poppin Dissimulation                     | UK43 (2 Wo.)UK | — | Erstveröffentlichung: 27. März 2020 feat. Lil Pump & Smokepurpp                 |
| 2020 | Houdini Dissimulation                    | UK6 Silber · (10 Wo.)UK | — | Erstveröffentlichung: 24. April 2020 feat. Swarmz & Tion Wayne                  |
| 2020 | Killa Killa Dissimulation                | UK27 (6 Wo.)UK | — | Erstveröffentlichung: 17. Juli 2020 feat. Aiyana-Lee                            |
| 2020 | Lighter If Heaven Had a Phone Line       | UK3 Platin · (22 Wo.)UK | — | Erstveröffentlichung: 24. Juli 2020 Nathan Dawe feat. KSI                       |
| 2020 | Loose –                                  | UK14 Silber · (9 Wo.)UK | — | Erstveröffentlichung: 11. September 2020 S1mba feat. KSI                        |
| 2020 | Really Love All Over the Place           | UK3 Platin · (19 Wo.)UK | — | Erstveröffentlichung: 23. Oktober 2020 feat. Craig David & Digital Farm Animals |
| 2021 | Don’t Play All Over the Place            | UK2 Platin · (23 Wo.)UK | — | Erstveröffentlichung: 15. Januar 2021 feat. Anne-Marie & Digital Farm Animals   |
| 2021 | Patience All Over the Place              | UK3 Silber · (9 Wo.)UK | — | Erstveröffentlichung: 12. März 2021 feat. Yungblud & Polo G                     |
| 2021 | Holiday All Over the Place               | UK2 Platin · (18 Wo.)UK | — | Erstveröffentlichung: 18. Juni 2021                                             |
| 2021 | Swerve All Over the Place                | UK69 (2 Wo.)UK | — | Erstveröffentlichung: 1. Juli 2021 mit Jay1                                     |
| 2021 | Lose All Over the Place (Deluxe Edition) | UK18 (6 Wo.)UK | US86 (1 Wo.)US | Erstveröffentlichung: 6. August 2021 mit Lil Wayne                              |
| 2022 | Locked Out Things Change                 | UK53 (2 Wo.)UK | — | Erstveröffentlichung: 6. Mai 2022 mit S-X                                       |
| 2022 | Not Over Yet What Ifs & Maybes           | UK4 Platin · (15 Wo.)UK | — | Erstveröffentlichung: 5. August 2022 feat. Tom Grennan                          |
| 2022 | Summer Is Over –                         | UK24 (3 Wo.)UK | — | Erstveröffentlichung: 30. September 2022                                        |
| 2023 | Voices –                                 | UK11 (5 Wo.)UK | — | Erstveröffentlichung: 27. Januar 2023 mit Oliver Tree                           |
| 2024 | Thick of It –                            | UK6 Silber · (13 Wo.)UK | US64 Gold · (4 Wo.)US | Erstveröffentlichung: 4. Oktober 2024 feat. Trippie Redd                        |
| 2024 | Dirty –                                  | UK31 (2 Wo.)UK | — | Erstveröffentlichung: 13. Dezember 2024                                         |
| Folgende Lieder erschienen nicht als Single, wurden aber durch das Album zum Download und Streaming bereitgestellt und konnten somit eine Platzierung erlangen: |                                          | | |                                                                                 |
| |                                          | | |                                                                                 |
| 2017 | Little Boy Disstracktions                | UK82 (1 Wo.)UK | — |                                                                                 |
| 2017 | Adam’s Apple Disstracktions              | UK93 (1 Wo.)UK | — |                                                                                 |
| 2017 | Two Birds in Stone Disstracktions        | UK97 (1 Wo.)UK | — |                                                                                 |
| 2019 | Pull Up New Age                          | UK94 (1 Wo.)UK | — | mit Randolph feat. Jme                                                          |
| 2020 | Cap Dissimulation                        | UK24 (2 Wo.)UK | — | feat. Offset                                                                    |
| 2021 | No Time All Over the Place               | UK24 (5 Wo.)UK | — | Charteinstieg: 29. Juli 2021 feat. Lil Durk                                     |
| 2021 | Gang Gang All Over the Place             | UK40 (2 Wo.)UK | — | Charteinstieg: 29. Juli 2021 feat. Jay1 & Deno                                  |

## Auszeichnungen für Musikverkäufe
| Goldene Schallplatte - Kanada - 2025: für die Single Thick of It - Neuseeland - 2023: für das Album All Over the Place | Platin-Schallplatte - Australien - 2025: für die Single Thick of It |

Anmerkung: Auszeichnungen in Ländern aus den Charttabellen bzw. Chartboxen sind in ebendiesen zu finden.
| Land/RegionAuszeichnungen für Musikverkäufe (Land/Region, Auszeichnungen, Verkäufe, Quellen) | Silber     | Gold     | Platin     | Verkäufe  | Quellen          |
| -------------------------------------------------------------------------------------------- | ---------- | -------- | ---------- | --------- | ---------------- |
| Australien (ARIA)                                                                            | —          | —        | Platin1    | 70.000    | aria.com.au      |
| Kanada (MC)                                                                                  | —          | Gold1    | —          | 40.000    | musiccanada.com  |
| Neuseeland (RMNZ)                                                                            | —          | Gold1    | —          | 7.500     | radioscope.co.nz |
| Vereinigte Staaten (RIAA)                                                                    | —          | Gold1    | —          | 500.000   | riaa.com         |
| Vereinigtes Königreich (BPI)                                                                 | 5× Silber5 | 3× Gold3 | 5× Platin5 | 4.600.000 | bpi.co.uk        |
| Insgesamt                                                                                    | 5× Silber5 | 6× Gold6 | 6× Platin6 |           |                  |

## Gameographie
| Jahr | Spiel         | Typ    | Plattformen  | Entwickler          | Ref. |
| ---- | ------------- | ------ | ------------ | ------------------- | --- |
| 2016 | KSI Unleashed | Action | Android, iOS | Endemol Shine Group | https://www.tubefilter.com/2016/04/05/ksi-unleashed-endemol-shine-group/                                             |
| 2018 | BoxTuber      | Sports | Android, iOS | Viker Limited       | https://www.dexerto.com/entertainment/keemstar-true-geordie-and-the-sidemen-launch-youtube-boxing-mobile-game-143709 |

## Andere Medien
Am 16. März 2015 kündigte KSI per Video auf seinem YouTube-Kanal an, dass er ein Buch namens „I am A Bellend“ veröffentlichen werde. In den USA hingegen trägt das Buch den Titel „I AM A Tool“. Von seinen Verlegern wird das Buch als „ein all-out Angriff auf das Online-Universum“ beschrieben. Das Buch enthält seine Geschichte und Entwicklung als YouTuber, Tipps auf YouTube, seine Kontroversen während seiner Karriere sowie YouTube-Persönlichkeit Gudjon Daniel und noch vieles mehr. Das Buch wurde am 24. September 2015 im Vereinigten Königreich und 5 Tage danach in den Vereinigten Staaten veröffentlicht. Daraufhin startete KSI eine Werbetour, die am 24. September 2015 startete und am 4. Oktober 2015 endete.

## Veröffentlichungen
- KSI: KSI: I Am a Bell-End Orion, 2015, ISBN 1-4091-6123-4.